# Hans Adlhoch
Hans Johann Adlhoch, né le 29 janvier 1884 à Straubing et mort le 21 mai 1945 à Munich, est un syndicaliste, homme politique et résistant allemand.

## Biographie
Bûcheron de profession dès l'adolescence, il se syndique à l'âge de 17 ans, et en 1919 il devient secrétaire du mouvement syndical catholique d'Augsburg. 
Adhérent au Parti populaire bavarois, il est le suppléant du député Martin Loibl (de), et à la mort de ce dernier en janvier 1933, il devient député au Reichstag. Il ne conserve pas son siège aux élections de mars 1933. Prenant position clairement contre le nazisme, il est arrêté une première fois par la Gestapo en juin 1933. Au cours des années qui suivent, il refuse d'inféoder le mouvement syndical catholique au nazisme, et est arrêté et emprisonné de manière répétée.
Il est arrêté une dernière fois en août 1944 lors de l'Aktion Gitter, la vague d'arrestations de syndicalistes et d'anciennes personnalités politiques à la suite du complot du 20 juillet 1944. Interné au camp de concentration de Dachau, il est soumis à la fin du mois d'avril 1945 à la marche de la mort des prisonniers de Dachau. Libéré avec d'autres prisonniers par des soldats américains à Bad Tölz, il est épuisé et grièvement malade, et meurt dans un hôpital militaire américain le 21 mai,. Il est l'un des anciens députés commémorés par le Mémorial en souvenir des 96 membres du Reichstag assassinés par les nazis, devant le palais du Reichstag.